# Santadi
Santadi (en sard, Santadi) és un municipi italià, dins de la província de Sardenya del Sud. L'any 2007 tenia 3.767 habitants. Es troba a la regió de Sulcis-Iglesiente. Limita amb els municipis d'Assemini (CA), Domus de Maria (CA), Nuxis, Piscinas, Pula (CA), Teulada, Villa San Pietro (CA) i Villaperuccio.

## Administració
| Període | Identitat   | Partit        |
| ------- | ----------- | ------------- |
| 2005-   | Elio Sundas | Llista Cívica |